# Amydetes bellorum
Amydetes bellorum é um vagalume da família Lampyridae, encontrada no estado do Rio de Janeiro, no Brasil.
Foi descrita em 2014, e por causa da urbanização e poluição luminosa dos locais onde habita, foi logo incluída no Livro Vermelho da Fauna Brasileira Ameaçada de Extinção, nas edições de 2018.

## Descrição
A espécie Amydetes bellorum foi descrita em 2014 por pesquisadores da UFRJ, junto com uma revisão completa do gênero, realizada com apoio da FAPERJ, Capes e CNPq. A etimologia do seu nome "bellorum" é em homenagem à família Bello, que ajudou nas viagens de coleta dos indivíduos. O holótipo está depositado na Coleção Entomológica Prof. José Alfredo Pinheiro Dutra (DZRJ) da Universidade Federal do Rio de Janeiro, e foram analisados parátipos dessa mesma coleção e também do Museu de Zoologia da Universidade de São Paulo (MZSP).

## Biologia
Tem seu corpo todo marrom, com poucos detalhes em amarelo-amarronzado. É ativo desde desde o crepúsculo até algumas horas antes do nascer do sol, geralmente voando entre 1 e 1,5m acima do sol. Encontrado nos meses de dezembro e janeiro. Apenas machos são conhecidos, e as fêmeas provavelmente são larviformes e ápteras (sem asas). Isso está relacionado à baixa dispersão dos indivíduos e ao elevado grau de endemismo, o que influencia sua fragilidade em relação à impactos ambientais e justifica sua classificação como em perigo de extinção.

É encontrada em áreas de restinga do estado do Rio de Janeiro, no continente (em Itacuruçá, Angra dos Reis e Itaguaí) e também na Ilha Grande.